# Astragalus karputanus
Astragalus karputanus là một loài thực vật có hoa trong họ Đậu. Loài này được Boiss. & Noe miêu tả khoa học đầu tiên.